# Puma (Webサーバ)
Puma（）はMongrelから派生したWebサーバで、Evan Phoenixによって開発された。速度ならびにメモリの効率的な利用を重視している。

## 反響と利用
PumaはMastodonに同梱されているほか、ホスティングプロバイダーのHerokuによってUnicornの後継として推奨されている。
DeliverooはPumaとUnicornを比較するベンチマークを公開し、I/O負荷のテストとI/O・CPU負荷の混在するテストではすべてPumaがUnicornより良好なパフォーマンスを収める一方、CPU負荷のテストにおいてはUnicornがわずかに良好であるとした。